# Кривець (потік)
Кривець(пол. Krzywiec) — потік в Україні, у Калуському районі Івано-Франківської області. Правий доплив Кропивника (басейн Дністра).

## Опис
Довжина потоку приблизно 4,60 км, найкоротша відстань між витоком і гирлом — 4,30 км, коефіцієнт звивистості потоку — 1,07.

## Розташування
Бере початок у північно-західній частині міста Калуш, на північно-західній стороні від плоскогір'я (296,8 м). Тече переважно на північний схід через південну околицю Мостище і на південно-західній стороні від села Копанки впадає у річку Кропивник, ліву притоку Сівки.